# 探索箭蛇
探索箭蛇是游蛇科箭蛇屬的一種爬蟲動物。該物種分布於厄瓜多。